# Totò story
Totò story è un film antologico, realizzato nel 1968 in ricordo dell'attore Totò. Presenta sequenze tratte dai film Totò, Peppino e la... malafemmina, Totò, Peppino e i fuorilegge, La banda degli onesti, Totòtruffa 62, Totò, Fabrizi e i giovani d'oggi, Totò sceicco e Signori si nasce. I primi quattro di Camillo Mastrocinque e gli ultimi tre di Mario Mattoli. Il film è diviso in nove episodi.

## Episodi
Prologo "Sceicco napoletano" (da Totò sceicco)
Totò conosce le sue 22 mogli nella tenda dello sceicco e poi viene portato da Mario Castellani a fare il saluto militare alle sue truppe. Tornato, il comico trova al posto delle mogli la sorella del "vero" sceicco e la seduce.
Per qualche... lira in più (da La banda degli onesti)
Totò, Peppino e Giacomo Furia discutono riguardo alle conseguenze che potrebbero verificarsi se stampassero le banconote false. A notte tarda i tre si mettono d'accordo e stampano la prima per testarla. Il sorteggiato sarà Totò...
A Milano con tremore (da Totò, Peppino e la... malafemmina)
Totò, sua sorella e Peppino si recano, dopo aver preso istruzioni precisissime dal vicino Mezzacapa riguardo abbigliamento da indossare ed usanze locali, nella città di Milano per trovare il nipote e la sua fidanzata cantante di varietà. Entrati in albergo, i fratelli Capone scrivono la famosa lettera indirizzata alla modella.
Rispettiamo il Gatto Atlantico (da Totò sceicco)
Totò e il suo padrone si trovano nell'atrio di una città perduta: Atlantide. Esplorano il luogo e vi trovano la statua di un enorme gatto d'oro, divinità dei nativi. Infine entra in scena Tamara Lees che interpreta Antinea e sceglie Totò come futuro re e suo sposo.
Il lutto non si addice a Ottone (da Signori si nasce)
Ottone degli Ulivi (Totò) annuncia al fratello Pio (De Filippo) la morte di una sua cara amica e propone di seppellirla in una tomba a dir poco regale. In realtà la proposta è un pretesto di Ottone per sfilare al fratello un po' di quattrini.
Un marito a peso d'oro (da Totò, Peppino e i fuorilegge)
Totò e Peppino chiacchierano seduti su una sedia a dondolo e viene fuori l'argomento della moglie Titina. Totò non ne può più del suo carattere autoritario e invadente, così decide con Peppino di sparire e divertirsi per otto giorni e di farsi recapitare dalla consorte, con l'inganno di essere stato rapito, un bel gruzzoletto.
Tutto va male Madama la Marchesa! (da Totò sceicco)
Totò si reca della sua padrona la Marchesa per recapitarle la notizia della scomparsa del figlio. La donna capisce che il figlio ha perso la testa per Lulù e così si abbandona su una sedia, ma la sua pesante mole la sfonda. Totò è costretto a far chiamare una carriola di proporzioni cosmiche.
OCCASIONISSIMA fontana vendesi (da Totòtruffa 62)
Totò ed il compare Nino Taranto adottano un astuto stratagemma per rubare i soldi alla gente per finanziare gli studi della figlia. Qui si finge il proprietario della Fontana di Trevi di Roma e per un po' di migliaia di lire la cede ad un piccolo borghese.
Sposatevi e diverremo nemici! (da Totò, Fabrizi e i giovani d'oggi)
I figli di Totò e di Aldo Fabrizi si amano e vorrebbero sposarsi immediatamente, ma i padri non si sopportano affatto. Quando pare che tutto si sia calmato, si accende una zuffa tra i rispettivi genitori nell'auto che li dovrebbe condurre alla chiesa.